# Malin Lagerhem
Malin Lagerhem, född 20 januari 1988, är en svensk barnskådespelare. Hon spelade Carl Hamiltons (Stefan Sauk) dotter i filmen Vendetta. Hon var 6 år gammal när filmen gjordes och det är den enda filmen hon har medverkat i. 

## Filmografi
- 1995 – Vendetta - Johanna-Louise